# 三ツ木麗
三ツ木 麗（みつき うらら、1997年2月22日 - ）は、日本の音楽家、ミュージカル作家、作曲家。

## 来歴
栃木県宇都宮市出身。東京音楽大学付属高等学校を経て、東京音楽大学声楽演奏家コースを卒業、国立音楽大学大学院に進み修了した。

## 手掛けた作品
- ミュージカル「テイルズ～あなたが描く、あなたの物語～」脚本・演出
- ミュージカル「誰かの処方箋」脚本・演出
- 舞台「おつかれ金曜日」脚本・演出
- ミュージカル「流れ星の願い」編曲・一部作曲
- 2023うつのみや花火大会イメージソング「雷都の華」作詞・作曲

## 出演作品
- 舞台「家族のはなし」2019　（コーラス）
- ミュージカル「ミュージカル「テイルズ～あなたが描く、あなたの物語～」（赤ずきん役）
- ミュージカル「ジャンヌ,又の名を奇跡」（幼き少女役）
- ミュージカル「アイ・ハヴ・ア・ドリーム」（プリシー役）
- ミュージカル「流れ星の願い」（穂詩歌役）